# José Torres Gil
José Augusto Torres Gil (né le 28 mars 1995 à Santa Cruz de la Sierra, en Bolivie) est un coureur cycliste argentin, spécialiste du BMX freestyle « Park ».

## Biographie
José Torres Gil est originaire de Bolivie et excelle dans diverses compétitions de BMX freestyle depuis 2017, remportant notamment une médaille de bronze aux X Games en 2019. Parallèlement, à partir de 2018, il participe aux compétitions de l'Union cycliste internationale, qui vient d'inclure le BMX freestyle dans son programme. Lors de la Coupe du monde de BMX freestyle en 2018, il atteint pour la première fois la finale à Montpellier et prend la 9e place. En 2019, il est médaillé d'argent du BMX freestyle Park aux Jeux panaméricains.
Après la pause forcée due à la pandémie de covid-19, Torres remporte les premiers championnats argentins en octobre 2021. Deux mois plus tard, il termine deuxième des championnats panaméricains. En 2022, il remporte les championnats panaméricains et les Jeux sud-américains.
Aux championnats du monde, il participe aux finales en 2022 et 2023 et termine respectivement 5e et 9e. Lors de la Coupe du monde 2023, il prend la quatrième place à Diriyya.

## Palmarès en BMX freestyle Park

### Jeux olympiques
- Paris 2024
  -  Champion olympique de BMX freestyle Park

### Championnats du monde
- Abou Dabi 2024
  -  Médaillé d'argent du BMX freestyle Park

### Championnats panaméricains
- Lima 2021
  -  Médaillé d'argent du BMX freestyle Park
- Lima 2022
  -  Champion panaméricain de BMX freestyle Park
- Santiago 2024
  -  Champion panaméricain de BMX freestyle Park

### Jeux panaméricains
- Lima 2019
  -  Médaillé d'argent du BMX freestyle Park
- Santiago 2023
  -  Médaillé d'or du BMX freestyle Park

### Jeux sud-américains
- Asuncion 2022
  -  Médaillé d'or du BMX freestyle Park

### Championnats d'Argentine
- 2021
  -  Champion d'Argentine de BMX freestyle Park
- 2023
  -  Champion d'Argentine de BMX freestyle Park